# Heribert Abel (Geistlicher, 1908)
Heribert Abel (* 26. Juni 1908 in Steinwand; † 5. März 1990 in Fulda) war ein römisch-katholischer Theologe, bischöflicher Geheimsekretär und Domkapitular.

## Leben
Nach dem Abitur studierte Heribert Abel in den Jahren 1928 bis 1936 an der päpstlichen Universität Gregoriana in Rom Theologie. 1934 empfing er hier die Priesterweihe. Nach Abschluss des Studiums mit Promotion zum Dr. Dr. theol war er als Geistlicher in Fulda tätig und wurde hier 1939 Kaplan des Bischofs Johann Baptist Dietz. Abel war damit sein Geheimsekretär. Bevor er im Jahre 1954 Dompfarrer in Fulda wurde, nahm er (seit 1946) die Stelle eines Pfarrers in Altenmittlau ein. Von 1959 an war er zudem Stadtdechant in Fulda. Seit 1963 war er als Domkapitular für die Diözese tätig. In diesem Amt blieb er bis zu seiner Emeritierung im Jahre 1978.

## Sonstiges
Abel galt in Fulda als Kontaktperson für den Widerstand gegen das Nazi-Regime. Die CDU Fulda gedachte seinem Wirken am 20. Juli 2010 mit einer Kranzniederlegung.

## Ehrungen
1975 Päpstlicher Ehrenprälat